# Крыштуфек, Франтишек Ксавер
Франтишек Ксавер Крыштуфек (чеш. František Xaver Kryštůfek, 1842—1916) — чешский историк.
Профессор Карлова университета в Праге, в 1893—1894 гг. его ректор. Его главный труд — «Всеобщая церковная история» (чеш. «Vśeobecný církevni dějepis»; 1883—1892); среди других работ Крыштуфека Путешествие в Египет и Святую землю (чеш. «Cesta a pout' do Egypta a Svaté země»; 1886), «История католической церкви в Австро-Венгрии» (чеш. «Dějiny církve katolické ve statech rakousko-uherskych»; 1898) и др.

## Литература

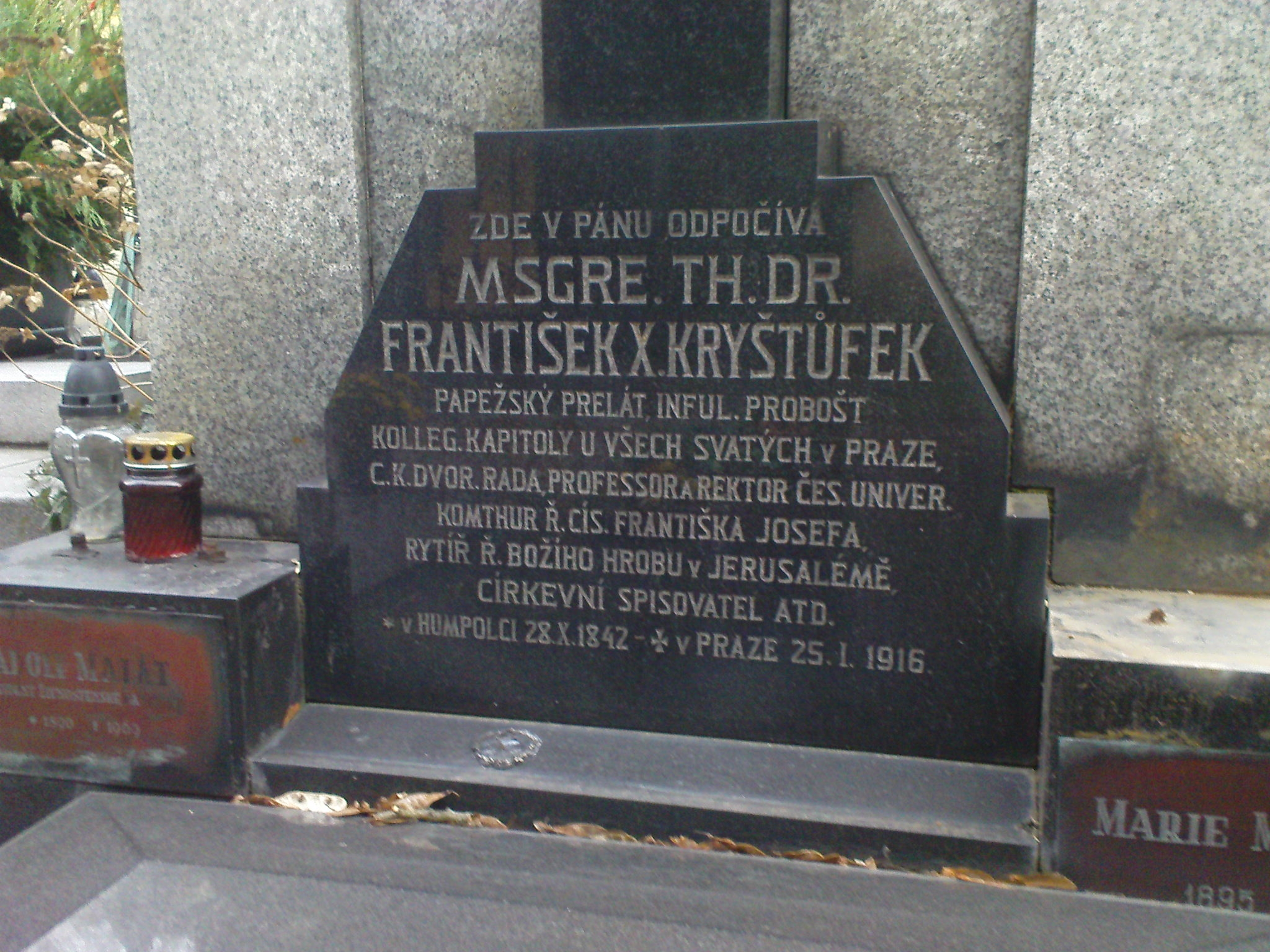
Надгробие проректора Франтишека Крыштуфека, Вышеградское кладбище